# Arrhyton vittatum
Arrhyton vittatum là một loài rắn trong họ Colubridae. Loài này được Gundlach mô tả khoa học đầu tiên năm 1861.